# Delta Němenu
Delta Němenu či Delta Nemunu (litevsky Nemunas Delta, rusky Дельта Немана) je říční deltou řeky Němen (litevsky Nemunas, rusky Неман), která se vlévá do Kuronského (Kuršského) zálivu (Baltské moře, Atlantský oceán). V současné době je delta Němenu rozdělena mezi Litvu (Klajpėdský kraj) a Rusko (Kaliningradská oblast).

## Mapa delty Němenu
| DELTA NĚMENU Atmata Atšakėlė Aukštumala Aukštumalos protaka Bevardis Bevardė Briedžių Dumblė Kadaginis Kiemo Kniaupas Krokų Lanka Kubilių Kurský záliv Leitė Minija Naikupė Pakalnė Palankys Záliv Prūsinė Purvalankis Ragininkų Rindos šaka Záliv Rindutė Rusnaitė Rusnė (Němen) Rusnė Senoji Skirvytė Skatulė Skirvytė (Severnaja) Šakutė Záliv Šilinė Šventos Elenos Šyša Šyškrantė Tiesioji Trušių Ulmas Uostadvaris Duobelė Upaitis Vidujinė Vikis Vilkinė Vilkinės Vito Vorusnė Voryčia Vytinė Vytinės Uostas Zingelinė |

## Ramena delty Němenu
Delta Němenu má v Litvě a Kaliningradské oblasti v Rusku následující ramena:

### V Litvě
Ramena delty Němenu v Litvě (v závorce řeka nebo rameno, z kterého se odděluje a jeho délka):

#### Levá ramena
- Skatulė (Vorusnė, 3 km) (společná delta s Šakutė)
- Skirvytė (Rusnė, 9 km)
- Tiesioji (Vytinė, 1 km)
- Tiesioji (Skirvytė, 2 km)
- Vidujinė (Šakutė, 1,8 km)
- Vikis (Tiesioji, 0,6 km)
- Vorusnė (Pakalnė, 10 km)
- Vytinės Uostas (Vytinė, 1,3 km)

#### Pravá ramena
- Atmata (Rusnė, 13,2 km
- Atšakėlė(Vytinės Uostas, 0,9 km)
- Pakalnė (Skirvytė, 8 km)
- Rindos šaka (Tiesioji, 0,6 km)
- Rusnaitė (Pakalnė, 2 km)
- Rusnė (Němen, 35 km)
- Šakutė (Vytinė, 2 km) (společná delta se Skatulė)
- Vytinė (Skirvytė, 2 km)

### V Kaliningradské oblasti
Ramena delty Němenu v Kaliningradské oblasti (v závorce řeka nebo rameno, z kterého se odděluje a jeho délka)

#### Levá ramena
- Matrosovka (Němen, 43 km)
- Primorskij kanal (Matrosovka, ? km)
- Staraja Matrosovka Rusnė, 43,3 km)

#### Pravá ramena
- Tovarnaja (Matrosovka) P (? km)

### Přítoky Rusnė
Přítoky Rusnė (v závorce vzdálenost od ústí, všechny jsou pravé)
- Gėgė (38,0 km)
- Leitė (15,7 km)
- Senoji Rusnė (44,1 km)
- Veižas (32,8 km)
- Voryčia (14,8 km)

### Přítoky Atmaty
Přítoky Atmaty (v závorce vzdálenost od ústí a levý/pravý)
- Aukštumalos Protaka (Aukštumala) (8,9 km, pravý)
- Duobelė (průliv do jezera Krokų Lanka) (? km, pravý)
- Minija (3,2 km, pravý)
- Šyša (10,0 km, pravý)
- Vilkinė (1 km, levý)
- Ulmas (3,0 km, levý)

### Další přítoky
(v závorce vzdálenost od ústí, levý/pravý a čí je přítok)
- Naikupė (0 km, pravý, přítok Vorusnė)
- Palaukys (0,2 km, pravý, přítok Ulmu)
- Dumblė (3 km, levý, přítok Palaukysu)
- Pamariukas (Hehtas) (cca 3 km, levý, přítok ramene Aukštumala)
- Kadaginis (7 km, levý, přítok ramene Severnaja (Skirvytė))

### Ramena delty Minije
Ramena delty Minije (řeka nebo rameno, z kterého se odděluje, délka)

#### Levá ramena
- ??? (Minija) L (4,6 km)
- Bevardis (Upaitis) L (1,1 km)
- Purvalankis (Minija) L (1,8 km)
- Mingė (Minija) L (0,8 km)

#### Pravá ramena
- ??? (Upaitis) P (0,9 km)
- Upaitis (Minija) P (0,8 km)

## Regionální park Delta Němenu
V litevské části delty je Regionální park Delta Němenu (Nemuno deltos regioninis parkas), který chrání cenná biologická společenstva.